# Яблоновский, Владислав Юлианович
Владислав Юлианович Яблоновский вариант транскрипции отчества и фамилии Юльянович и Яблонский (22 сентября 1865 — 21 июня 1956) — писатель, депутат депутат Государственной думы Российской империи III созыва от Варшавы.

## Биография
Польский дворянин герба Прус (Тужина) римско-католического вероисповедания. Родился в семье хирурга, доктора медицины Юлиана Яблоновского и его жены княжны Марии урождённой Воронецкой герба Корибут, племянник Владислава и Александра Яблоновских. В 1884 окончил Белоцерковскую гимназию. После чего недолго служил в Российской армии. С 1885 по 1886 год в течение 1-го курса слушал лекции по естественным наукам в Львовском политехническом институте. В 1887 году путешествовал по Греции и Анатолии. В 1888—1891 годах продолжал обучение философии и филологии на факультете общественных наук Женевского университета, в 1891 году получил там же лиценциат по социальным наукам. В 1891—1892 годах в Университете Парижа и Коллеж де Франс изучал психологию, философию и филологию. В 1892—1893 учился в Лейпцигском университете.

### Политическая деятельность
За границей участвовал в деятельности польских национально-патриотических эмигрантских организаций. С 1888 года он был членом Польской молодежной ассоциации «Зет». Был членом Польской лиги, где свёл близкое знакомство с Романом Дмовским. В 1888—1890 годах председательствовал в обществе «Полония» в Женеве. Во время учёбы в Швейцарии познакомился с Теодором Томашем Ежем и Георгием Плехановым. В 1890 году участвовал в перезахоронении праха Мицкевича, привезенного из Парижа, в Кракове в Вавельском кафедральном соборе.
В 1893 вернулся в Царство Польское и стал жить в Варшаве. В апреле 1893 года был одним из основателей польской Национальной лиги, был членом её Центрального комитета Первого созыва. За 1893 год был дважды арестован и заключён в Варшавскую крепость. 19 апреля 1894 года участвовал в организации демонстрации в Варшаве, посвященной памяти Яна Килинского и 100-летию восстания Костюшко. За это арестован, заключён на два месяца в тюрьму, после чего выслан в Оренбургскую губернию на два года. В Оренбурге установил контакт с русскими революционерами. Освобождён по амнистии, в 1895 году вернулся в Царство Польское.

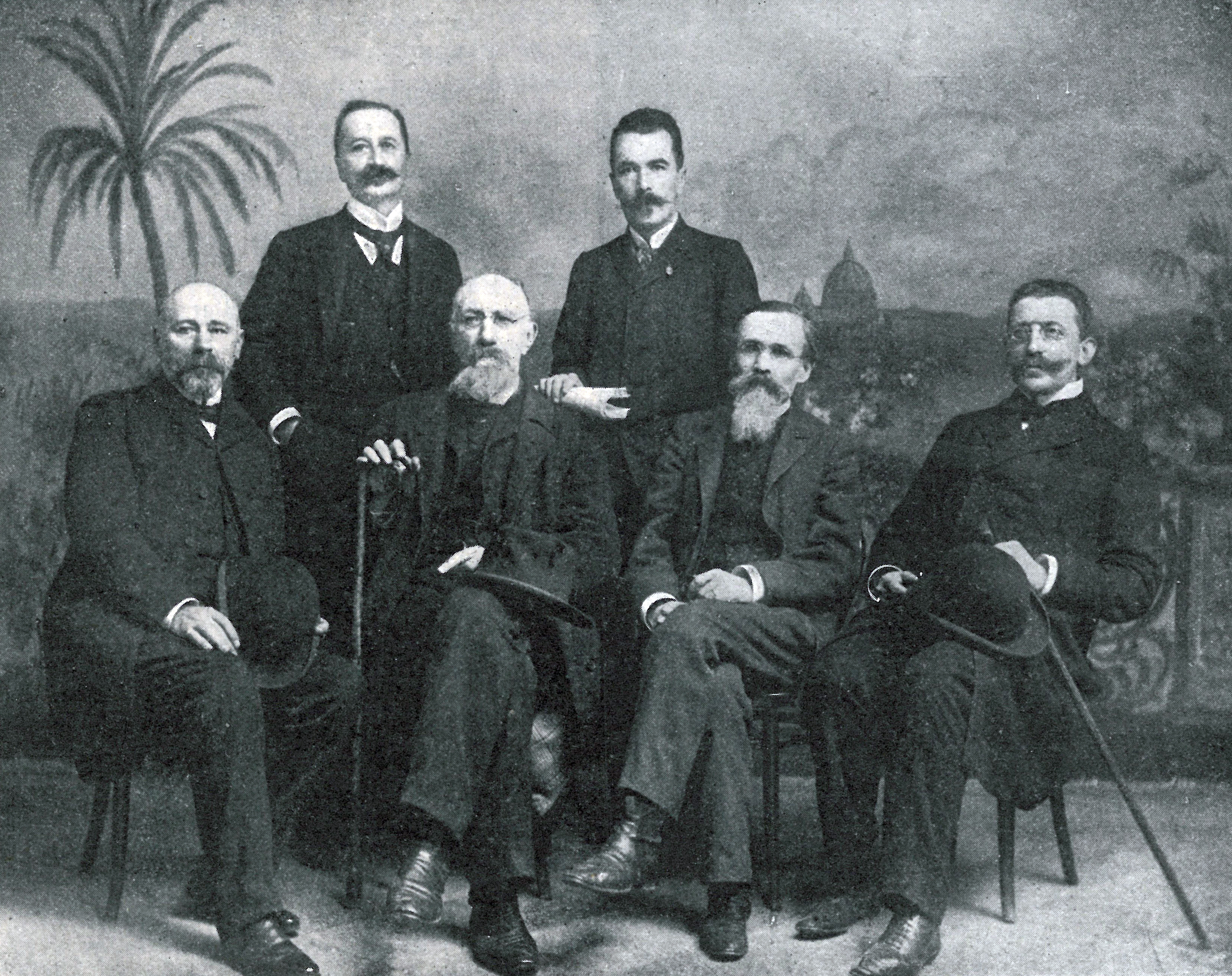
В. Ю. Яблоновский (стоит справа) и его дядя Александр (сидит второй слева) на II Международном конгрессе исторических наук в Риме, 1903

В 1903 году он принял участие во II Международном конгрессе исторических наук (II The International Congress of Historical Sciences) в Риме. Помогал в организации сотрудничества между представительствами Национальной лиги в Киеве и Варшаве. В 1904 году снова помещён в тюрьму в X павильоне Варшавской цитадели. В январе 1905 года проводил политику Национально-демократической партии в Галиции, при этом тесно сотрудничал с Романом Дмовским. Поддерживал контакты с Сенкевичем, Жеромским, Реймонтом, Бебелем, Либкнехтом. В 1905 году после публикации Октябрьского Манифеста стал членом Главного правления польской Национально-демократической партии. В ноябре 1905 принял участие в работе земского съезда в Москве.
Участвовал в выборах в качестве выборщика в Государственную думу II созыва, но избран не был.
В 1908 году был принят в члены Варшавского научного общества, с 1938 года — постоянный член этого общества.
8 мая 1909 года был избран в Государственную думу III созыва от съезда городских избирателей Варшавы на освободившееся место в связи с отказом Романа Дмовского. Вошёл в состав Польского коло. Активного участия в работе Думы не принимал: не состоял в думских комиссиях, не выступал с её трибуны.
После 1912 вернулся в Царство Польское. Участвовал в избирательной кампании в Государственную думу IV созыва, однако баллотироваться в члены Думы не стал.

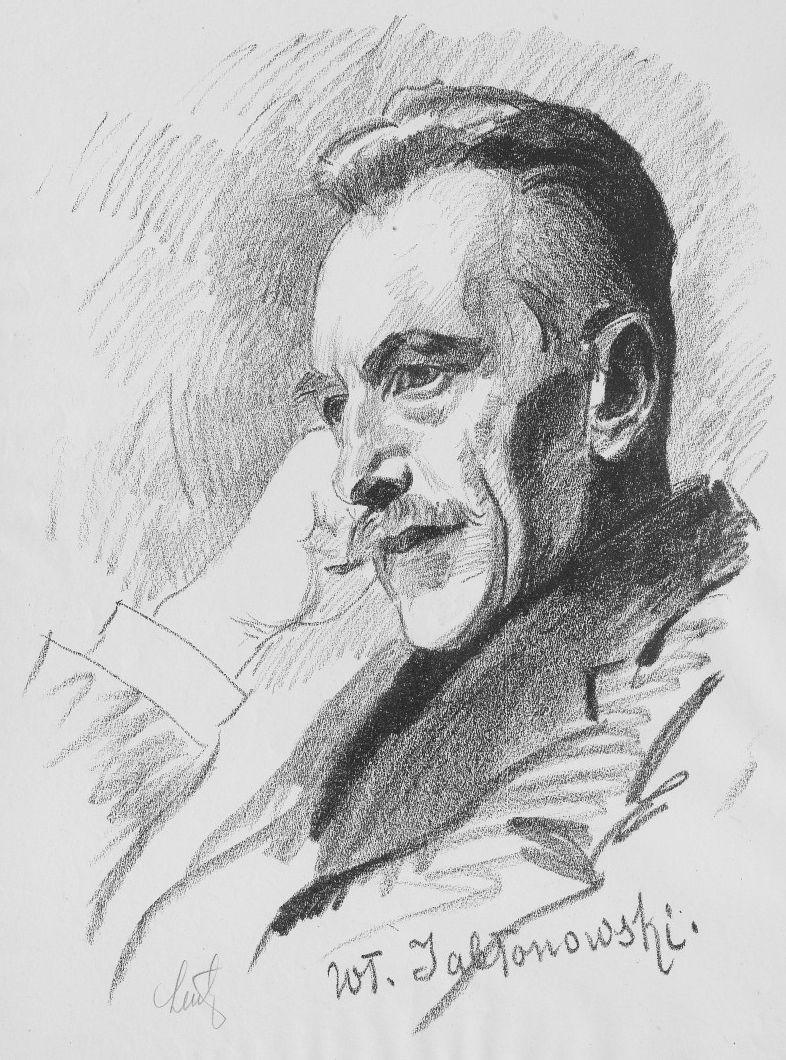
На Польском Законодательном сейме, 1919.

Вначале Первой мировой войны в ответ на заявление от 14 августа 1914 года главнокомандующего Российской армии великого князя Николая Николаевича, Яблоновский подписал верноподданническую телеграмму благодарности, в которой, в частности, говорилось: 

нижеподписавшиеся представители политических партий и общественных групп польского народа крепко веруем, что кровь Сынов Польши, проливаемая вместе с кровью Сынов России в борьбе с общим врагом, станет лучшим залогом новой жизни в мире и дружбе двух славянских народов. В исторический день столь знаменательного для польского народа воззвания мы преисполнены горячим желанием победы русской армии, стоящей под Августейшей Вашего Императорского Высочества командой, и ожиданием полного торжества ее на поле брани.
Однако, когда фронт подошёл к Варшаве, отказался эвакуироваться в Россию. А после оккупации Царства Польского германскими и австро-венгерскими войсками сотрудничал с оккупационной администрацией, вошёл в созданный ею Временный государственный совет Польши.
После провозглашения независимости Польши в 1918 году продолжил политическую деятельность. Избран членом Государственного совета в 1918 году. входил в польский Сенат нескольких созывов.
В 1919—1922 годах он заседал в Законодательном сейме, а в период 1922—1935 годов в Сенате II РП I, II и III созывов (первоначально из Союза народных представителей). Он сочувствовал политике Муссолини, но был решительным противником Пилсудского, особенно киевской операции и майского переворота. Он неоднократно ездил в Италию, где вёл беседы с представителями Ватикана (включая государственного секретаря Кардинала Пьетро Гаспарри) о положении польской церкви; в 1926 году он успешно провёл дипломатическую миссию, проложив путь Августу Хлонду к получению титула и полномочий Примаса Польши, в то же время делая невозможным назначение претендовавшего на этот пост иезуита Станислава Сопуча, известного своей прогерманской ориентацией. Он принимал участие в юбилейных торжествах, посвященных 700-летию университетов Неаполя (1924) и Перуджи (1927), в качестве представителя сената Польши и Варшавского научного общества.
Во время Второй мировой войны он жил в Варшаве и после Варшавского восстания в Олесине близ Надажина. После окончания войны переехал в Сопот, где провёл последние годы своей жизни. Прах Владислава Ябоновского покоится на варшавском кладбище Старые Повонзки (кв. 53, ряд 4, место 18, 19: №. 17529).

### Литературное творчество
Литератор, литературовед и литературный критик. Занимался публицистикой, печатался в польской периодике национального направления, сотрудник редакции польской газеты «Głos» («Голос») в 1893—1899 годах. Основал журнал «Польская мысль» (Myślą Polską), закрытый в 1907 году. Сотрудничал со многими журналами, в том числе «Атенеум» (Ateneum),  «Иллюстрированный еженедельник» (Tygodnikiem Ilustrowanym), был редактором «Библиотеки избирательного дела» (Biblioteka Dzieł Wyborowych).
Специализировался на критике и истории русской литературы. Также провёл исследования психологических аспектов поэзии Юлиуша Словацкого. Критически оценивал работы Мариана Гавалевича и Марии Родзевич. Занимался творчеством Мопассана, Анатоля Франса, Д’Аннунцио, Роллана, Кардуччи, Доде, Достоевского, Горького, Метерлинка. Выступал в защиту польских модернистов от атак позитивистов. Изучал французскую литературную критику и историю отношений декабристов с Польшей. В работе «Две культуры. Историко-литературные исследования» (Dwie kultury. Studya historyczno-literackie, 1913) сравнил историю культуры и литературы России и Западной Европы.
Независимо от его деятельности в качестве критика, он был литератором. Его ценили прежде всего как писателя. В 1899 он опубликовал сборник коротких рассказов «В бухте смерти» (W zatoce śmierci), кроме того, был автором воспоминаний «На протяжении многих лет» (Z biegiem lat 1939) и «Краткая биография» (1944). В том числе его перу принадлежат и воспоминания о Романе Дмовском. В 1922 году он опубликовал перевод «Жизни Микеланджело» Асканио Кондиви.

## Семья
- Жена (c 1897, в Варшаве, собор Святого Креста) — Хелена Война-Осняловская (Wojna-Ośniałowska) герба Трубы (1870—1938)[4]
  - Сын — Владислав (1898—1963)[4]
  - Дочь — Александра (1900—1915)[4]
  - Дочь — Зофья (1904—1992), замужем за Янушем Пстроконьским (Pstrokoński) (1900—1979)[4]

## Сочинения
- Dookoła Sfinksa. Studya o życiu i twórczości narodu rosyjskiego. 1910. Русский перевод: Вокруг сфинкса: (Очерк о жизни и творчестве русского народа): Авторизованный перевод с польского языка Лидии Симсон. СПб., 1912.
- Guy de Maupassant (1893)
- Dusza poety (1902)
- Chwila obecna. Dążności i usposobienia (1901)
- Emil Zola (1903)
- Wśród obcych (1905)
- Indywidualizm rosyjski i jego odbicie w literaturze (1908)
- Rozprawy i wrażenia literackie (1908)
- Teodor Dostojewski wobec nowych prądów świadomości rosyjskiej (1908)
- Dwie kultury (1913, studia historyczne i literackie)
- O roli uczucia w życiu duchowym J. Słowackiego (1916)
- Z ojczyzny Danta (1921)
- Amica Italia. Rzecz o faszyzmie (1926)

## Награды
Среди других наград Командорский Крест итальянского ордена Святого Маврикия и Святого Лазаря.

### Рекомендуемые источники
- Brzoza Cz., Stepan K. Posłowie polscy w Parlamencie Rosyjskim, 1906—1917: Słownik biograficzny. Warszawa, 2001.

### Архивы
- Российский государственный исторический архив. Фонд 1278. Опись 9. Дело 925.